# Бреннан, Фрэнсис Джон
Фрэнсис Джон Бреннан (англ. Francis John Brennan; 7 мая 1894, Шенандоа, США — 2 июля 1968, Филадельфия, США) — американский куриальный кардинал. Декан Трибунала Священной Римской Роты с 14 декабря 1959 по 10 июня 1967. Титулярный архиепископ Тубуны Мавританской  с 10 июня по 26 июня 1967. Префект Священной Конгрегации дисциплины таинств с 15 января по 2 июля 1968. Кардинал-дьякон с 26 июня 1967, с титулярной диаконией Сант-Эустакьо с 29 июня 1967.